# Reformerta samhällspartiet
Staatkundig Gereformeerde Partij (Reformerta politiska partiet, SGP) är ett politiskt parti i Nederländerna på värdekonservativ, kalvinistisk grund.
Partiet, som är det äldsta ännu existerande i Nederländerna, bildades den 24 april 1918 av Gerrit Hendrik Kersten och flera andra medlemmar av Anti-revolutionära Partiet (ARP). Det har varit representerat i generalstaternas andra kammare sedan 1922. I parlamentsvalet i Nederländerna 2006 fick SGP 1,6 % av rösterna. Det är sedan valet 2012 för närvarande tre mandat i representanthuset och en senator. Partiet representeras, i enlighet med sina stadgar, endast av manliga ledamöter. Det stödjer en konservativ agenda och förespråkar dödsstraffets återinförande. På grund av sitt motstånd mot kvinnlig rösträtt och kvinnligt medlemskap (utanför sitt kvinnoförbund) har partiet nekats statliga bidrag. Efter ett beslut från EU-domstolen 2006 beslutade SGP att tillåta kvinnor som medlemmar. Under en kort period har partiet stött Mark Ruttes första regering sedan denna förlorat sin majoritet, i utbyte mot några eftergifter, men betraktas som en osannolik koalitionspartner. SGP:s väljare, huvudsakligen från det nederländska inlandets så kallade "Bibelbälte", tillhör de mest partilojala till något politiskt parti i Europa och dess röste- och mandattal har varit nästan konstanta (två eller tre mandat) sedan 1925.
Genom valteknisk samverkan med ChristenUnie har man lyckats få Bastiaan Belder invald i EU-parlamentet. Där har han tillhört olika antifederalistiska partigrupper som Oberoende/Demokrati. Efter EU-parlamentsvalet 2009 var han med om att bilda den nya gruppen Frihet och demokrati i Europa.